# Ovjesna jedrilica
Ovjesna jedrilica ili Rogallovo krilo je lako upravljivi zrakoplov bez motora, načinjen od tkanine i aluminijskoga ili kakva drugoga kostura, namijenjen jednomu ili dvojici letača. U zraku se održava poput zračne jedrilice, koja u mirnoj atmosferi klizi zrakom (planira) na račun gubitka visine. Polijeće obično s uzvisina, a ako se koristi povoljnim usponskim strujanjima, npr. toplim zrakom, može letjeti dulje nego jednostavnim planiranjem. Zmajevi su katkada opremljeni i motorom, pa lete poput motornih zrakoplova. Služe uglavnom za rekreaciju i šport; športsko zmajarstvo sastoji se od preciznoga letenja ili duljinskih preleta. Prvi let bezmotornom letjelicom težom od zraka, koja je konstrukcijski bila nalik suvremenim zmajevima, ostvario je Otto Lilienthal 1891. godine, dok se izum zmaja u današnjem smislu (1948.) pripisuje američkim inženjerima Gertrudi i Francisu Rogallu, odakle i naziv Rogallovo krilo.